# サッシ
サッシ（英語: sash）とは、サッシュともいい、窓枠として用いる建材のことをいう。あるいは、窓枠を用いた建具であるサッシ窓そのものをサッシと呼ぶことも多い。英語でSash window（サッシ窓）というときには、上げ下げ窓（ギロチン窓）のことを指すことが多い。
サッシは材質により、アルミ製（アルミサッシ）、木製、プラスチック製、複合材料製がある。アルミサッシは安価だが断熱性が低いために夏に室内が暑くなり、冬に室内が寒くなる。木製サッシは断熱性や防露性に優れる。また、2016-2017年時点で樹脂サッシ普及率は、ヨーロッパ約70％、韓国80％、日本は17％となっている。
またサッシは構造により一重構造のものと二重構造のものがある。

## 材質
サッシの材質は、古くは木製やスチール製が多かったが、2014年現在では樹脂が主で、次いで木製やアルミニウム製となっている。

### アルミサッシ
アルミサッシはアルミニウム合金製のサッシで、加工がしやすいことから広く用いられており、2014年現在日本でシェアの9割を、中国では7割を占めている。一方で、熱伝導率が非常に高いため断熱性能が非常に低く、暖房や冷房を使ってもアルミサッシを伝わって熱が交換されてしまい、住宅全体のエネルギー効率の悪化になるためアメリカでは全50州のうち24州で使用が禁止されるなど、他の素材への移行が進んでいる。
日本では高度成長期を境に安価かつ、腐食に強く加工が楽なアルミサッシがほとんどとなった。しかし、冷暖房効率の低下や結露が発生するため、近年では日本でも結露の防止や保温性を重視した樹脂製や屋外側にアルミ、室内側に樹脂を使った複合素材のサッシが使われるようになっている。アルミサッシを外枠と内枠に分け、間に樹脂部品を挟んで断熱性を高めた「熱遮断サッシ」も開発されたが、主流とはならなかった。
アルミニウムの融点は鋼などよりも低く、合金でも700 ℃程度であるため、アルミサッシは火災時に溶けてガラスが抜け落ちる可能性があり、2011年（平成23年）頃には日本国内で流通していた防火アルミサッシの多くが建築基準法で定められた防火性能を満たしていない事が発覚し、サッシメーカー各社は防火アルミサッシの販売を一斉に中止した。複層ガラスの普及に伴い、ガラス自体の結露が減ったため、耐火性能や断熱性能の高さに加え、リサイクル性にも優れている木製サッシの利用も見直されている。
サッシの断熱性能については、省エネ建材等級制度が2008（平成20）年度からスタートし、熱貫流率値2.33 W/m2Kを最高値とした星付けが行われ、熱貫流率の性能値も表示される。
なお、アルミサッシの製造拠点は、YKK AP・三協立山アルミ・旧新日軽（現: LIXIL）が中心的な拠点を置く富山県に集中している傾向がある。これは、戦前から高度成長期においてアルミ電解に必要とする膨大かつ安価な電力が、水力発電により潤沢であった名残である。

### 樹脂サッシ
各国での樹脂サッシの普及率は、アメリカ合衆国65 %、イギリス76 %、ドイツ64 %、韓国80 %となっている。日本では塩化ビニル樹脂メーカーのサン・アロー化学（現・エクセルシャノン）が1966年（昭和41年）から開発を始め、1976年（昭和51年）に発売したのが最初たが、北海道以外では普及が進んでおらず、20 %にとどまっている。

## 構造
サッシは構造により一重構造のものと二重構造のものがあり、組み合わせるガラスにより複層ガラス用と単板ガラス用がある。
アルミ形材の中間部を樹脂材料にした熱遮断構造サッシや、アルミ形材とプラスチック形材をかん合したアルミ樹脂複合サッシなどの断熱防露構造サッシがある。